# 申德里切尼鄉
47°57′N 26°18′E / 47.950°N 26.300°E
申德里切尼鄉（羅馬尼亞語：Comuna Șendriceni, Botoșani），是羅馬尼亞的鄉份，位於該國東北部，由博托沙尼縣負責管轄，面積64平方公里，海拔高度262米，2007年人口4,423，人口密度每平方公里69人。